# Kompleks Dafne
Kompleks Dafne – u kobiet postawa niechęci do mężczyzn, seksualności, brak potrzeby miłości w związku heteroseksualnym.
Mitycznym prawzorem jest nimfa Dafne, córka Gai i Penejosa. Była rozmiłowana w polowaniach; stała się symbolem niedostępnej miłości i dziewictwa.